# Joseph Kony

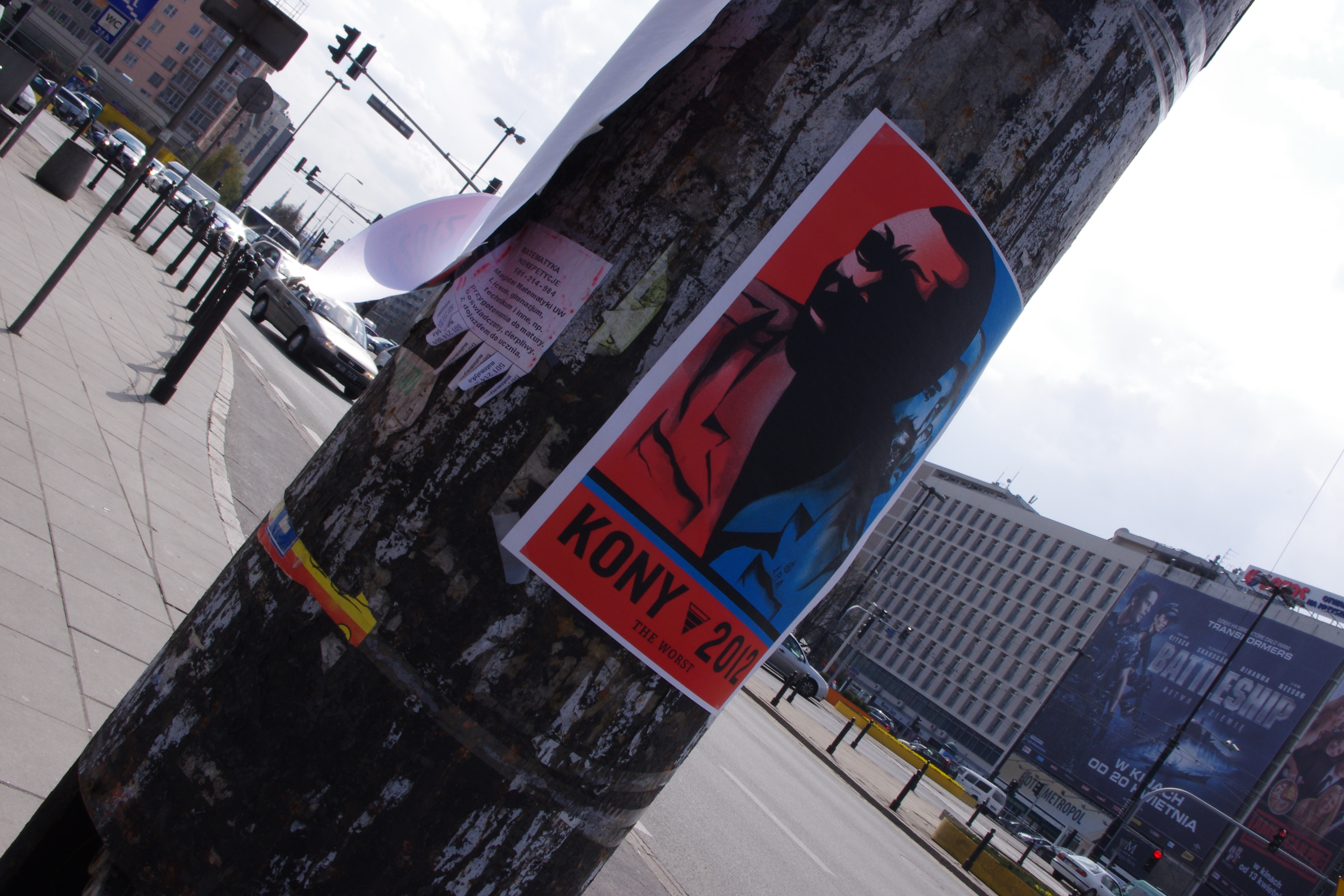
Plakkaat

Joseph Kony (Odek, juli – september  1961) is de oprichter van het Verzetsleger van de Heer, een Oegandese rebellenbeweging. In oktober 2005 is tegen hem een internationaal arrestatiebevel uitgevaardigd door het Internationaal Strafhof.

## Biografie
Kony behoort tot de etniciteit Acholi en werd geboren in Odek, een dorp ten oosten van de stad Gulu, in het boerengezin van Luwigi Obol en zijn vrouw Nora Oting. Zijn vader was katholiek, zijn moeder anglicaan.

### Opkomst
De opkomst van Kony speelt zich af in de schaduw van zijn "nicht" Alice Auma, in het midden van de jaren tachtig. Auma was een medium, dat op 27 mei 1985 beweerde bezeten te zijn door de geest van een zekere Lakwena, een Italiaan die tijdens de Tweede Wereldoorlog was overleden, en op wiens orders ze in opstand kwam. Ook Kony zou later de rol van een medium spelen. Hoewel de Acholi bekeerden zijn, zijn het bijgeloof en de Afrikaanse mystiek nooit helemaal verdwenen in deze stam. Vandaar ook dat de strijd altijd vermengd is met religieuze elementen. Meermaals verklaarden ze een staat te willen oprichten waar men volgens de tien geboden zou leven.

### Verzet
Medio jaren tachtig vocht de rebellengroep van huidig president Museveni, het NRA (National Resistance Army), tegen de centrale regering, geleid door generaal Tito Okello, een Acholi. In januari 1986 greep Museveni de macht, en de Acholi vreesden dat er, zoals vaker in Afrika gebeurde, een etnische zuivering door de overwinnaar zou volgen. Auma organiseerde het verzet en nam de leiding van een eerste Heilig Verzetsleger. Na een jaar strijd dwong Museveni de groepering op de knieën. Kony maakte heel vermoedelijk deel uit van Auma's verzetsgroep, en was zowel onder de invloed als de indruk geweest van haar. 
In januari 1987 verenigde Kony de resten van de verschillende Acholi-rebellengroepen en stichtte de LRA, Lord's Resistance Army, in het Nederlands beter bekend als het Verzetsleger van de Heer. Ze werden bewapend door de Soedanese rebellen van het SPLA. Het is verwonderlijk dat deze vrij kleine rebellengroep, die naar schatting maximaal tussen de 1000 en 1500 soldaten telt, het zo lang heeft uitgehouden tegen de regering. De LRA werd al in 1991 aangevallen en bijna uitgeroeid. 
De regering besloot plotseling om vredesbesprekingen te houden en stelde Betty Bigombe als bemiddelaar aan (november 1993-februari 1994). Kony weigerde zich over te geven en hervatte de oorlog. Hij verklaarde dat de Heilige Geest over hem neergedaald was en maakte van het verzet een heilige missie. Zijn soldaten zijn voornamelijk kinderen. Die worden onder dwang ontvoerd in de dorpen en psychologisch geconditioneerd om te doden. De jonge meisjes worden als seksslavinnen gebruikt door de commandanten. Verder maakte de LRA zich schuldig aan verminkingen, verkrachtingen, kannibalisme en moord. De onethische praktijken van de LRA kwamen voor het eerst in 1997 naar boven, met verontrustende getuigenissen van gevluchte kinderen. De ontvoering van 139 kinderen uit Aboke (10 oktober 1996) is eveneens een sterk gemediatiseerd verhaal geweest. Een Italiaanse non, Rachele Fassera, bemiddelde zelf de vrijheid van 109 meisjes met de verantwoordelijke LRA-commandant.
Joseph Kony drilt een leger van kindsoldaten. Hij zegt in contact te staan met God die hem opdrachten geeft om te moorden, te plunderen en te verkrachten. Vanuit Zuid-Soedan valt hij binnen in Noord-Oeganda, waar hij zelf vandaan komt. Op zoek naar voedsel, brandt hij dorpen plat, vermoordt mensen en ontvoert kinderen vanaf zes jaar. Deze vergeten oorlog duurt al ruim 20 jaar en heeft het leven gekost aan minstens 100.000 mensen. Dagelijks verdwijnen er kinderen. Sommigen zijn nog maar zes jaar oud. Een aantal van hen ontsnapt, anderen komen nooit meer terug.

### Huidige situatie
Na het jaar 2000 nam het conflict in intensiteit af, maar de ontvoeringen en plunderingen bleven schering en inslag in de regio's van Gulu en Kitgum. Intussen knoopte Kony opnieuw vredesbesprekingen aan (mei 2006) met de duidelijke wil om het nu 20 jaar oude conflict te stoppen. De gesprekken startten op 14 juni 2006 onder voorzitterschap van Riek Machar, een Soedanese rebellenleider en vermoedelijk wapenleverancier van Kony. 
Museveni beloofde Kony amnestie, maar het Internationaal Strafhof verklaarde deze als ongeldig, en wilde onder geen beding het arrestatiebevel van Kony intrekken: een pijnpunt in de onderhandelingen. Gevreesd werd, dat Kony, zoals in het verleden, opnieuw tijd wilde winnen om ofwel zijn huid te redden, ofwel het Verzetsleger te versterken.
Op 28 maart 2010 raakte een nieuwe massamoord bekend, die waarschijnlijk in december 2009 plaatsvond. In Haut-Uele (Oost-Congo) werd er een vierdaagse inval gehouden waarbij minstens 321 mensen werden vermoord en 250 werden ontvoerd. Onder de ontvoerden bevonden zich 80 kinderen.
In januari 2011 werd door de NOS bekendgemaakt dat de Nederlandse topambtenaar op het Ministerie van Buitenlandse Zaken, Wepke Kingma, de Verenigde Staten in 2008 heeft gesuggereerd een prijs op het hoofd van Kony te zetten en plaatselijke figuren in Congo "aan te moedigen zich over hem te ontfermen". Dit Amerikaanse ambtsbericht kwam aan het licht via WikiLeaks.
Op 14 oktober 2011 schreef de Amerikaanse president Obama een brief naar de voorzitters van het Huis van Afgevaardigden en de Senaat waarin hij te kennen gaf een kleine groep Special Forces naar Centraal-Afrika te hebben gestuurd om er de lokale troepen te ondersteunen bij het opsporen en inrekenen van Joseph Kony.

### Kony 2012
In 2012 werd door de organisatie Invisible Children Inc een actie opgezet om Kony en zijn daden grotere bekendheid te geven in de Westerse wereld, in een poging zijn arrestatie te bevorderen. Onderdeel van de campagne was een korte documentaire die begin maart 2012 op YouTube geplaatst werd. Binnen een maand werd de documentaire 100 miljoen keer bekeken. Daarna is er een deel 2 van Kony 2012 op YouTube verschenen dat in vier dagen meer dan een miljoen keer werd bekeken.
In 2018 werd de zoektocht naar Joseph Kony gestaakt omdat hij onvindbaar was.
Sinds november 2022 wil de aanklager van het ICC Joseph Kony vervolgen.